# Corpo di spedizione italiano in Murmania
Le Corpo di spedizione italiano in Murmania (corps expéditionnaire italien à Mourmansk) est un corps expéditionnaire italien qui a participé à l’intervention en Russie septentrionale à partir d’août 1918. Il était composé de 1 350 hommes. 15 soldats meurent de la grippe espagnole avant leur arrivée par mer de Newcastle upon Tyne en Grande-Bretagne à Mourmansk.
Le contingent est composé du :
- 4º battaglione du 67º reggimento fanteria,
- par une compagnie de compléments,
- de la 389ª compagnia mitragliatrici,
- de la 165ª Sezione Carabinieri reali
- et par une unité du génie,

pour un total d’environ 1 350 soldats.
Sa mission se termine le 27 août 1919 et le corps expéditionnaire est rappelé en Italie par le gouvernement Nitti I.
22 soldats italiens trouvent la mort durant les opérations militaires : 
- 3 directement au combat
- 6 de pneumonie
- 4 pour cause de grippe
- 1 de perforation intestinale
- 8 de cause indéterminée